# Округ Чокто (Оклахома)
Округ Чокто (енгл. Choctaw County) је округ у америчкој савезној држави Оклахома.

## Демографија
По попису из 2010. године број становника је 15.205, што је 137 (-0,9%) становника мање него 2000. године.
| Група             | 2000.          | 2010.         |
| Белци             | 10.409 (67,8%) | 9.693 (63,7%) |
| Афроамериканци    | 1.678 (10,9%)  | 1.658 (10,9%) |
| Азијати           | 24 (0,2%)      | 41 (0,3%)     |
| Хиспаноамериканци | 246 (1,6%)     | 427 (2,8%)    |
| Укупно            | 15.342         | 15.205        |